# Máfil
Máfil is een gemeente in de Chileense provincie Valdivia in de regio Los Ríos. Máfil telde 7.095 inwoners in 2017 en heeft een oppervlakte van 583 km².